# Телесфор Пожняк
Телѐсфор По̀жняк (на полски: Telesfor Poźniak) е полски литературен историк, специалист по източнославянска литература, славист, професор във Вроцлавския университет, член на Вроцлавското научно дружество.

## Трудове
- Dostojewski w kręgu symbolistów (1969)
- Dzieje literatur europejskich, t. 3, cz. 1 (1989)
- Dostojewski i Wschód (1992)
- Antologia literatury białoruskiej od XIX do początków XX w. (1993)